# Subancistrocerus albocinctus
Subancistrocerus albocinctus är en stekelart som beskrevs av Giordani Soika 1993. Subancistrocerus albocinctus ingår i släktet Subancistrocerus och familjen Eumenidae. Inga underarter finns listade i Catalogue of Life.